# Edificio social Els Carlistes
El edificio social Els Carlistes situado en la calle Mayor Sant Jaume esquina a calle Pere III de Villarreal (Provincia de Castellón, España) es un edificio cultural destinado a casino cuyo primer proyecto del arquitecto Lluís Ros de Ursinos se presentó en 1932. 

## Descripción
El edificio consta de dos plantas con acceso por ambas calles rematándose el edificio con dos torres. Presenta una planta rectangular alargada, con dos fachadas de distinta proporción. El núcleo de la escalera se sitúa en un lateral de la fachada mayor, dejando a ambos lados dos dependencias, una de mayor dimensión, destinada a sala y la otra a zona de servicios.
En la planta primera la distribución es igual, situándose en la zona de servicios una cocina, patio y retretes. En la segunda planta el espacio se compartimenta situándose una biblioteca, comedor, habitaciones, etc.
La última planta se corresponde con la azotea de la que sobresalen el volumen de escaleras y las torres.
El tratamiento de fachada en planta baja consiste en un pequeño zócalo de un metro y un acabado con estrías horizontales. Las dos plantas superiores se perforan con huecos verticales combinando los remates rectos con los acabados en arco de medio punto. Sobre el plano de fachada sobresalen los balcones en voladizo con antepechos de balaustrada. En la parte superior del alzado destacan las dos torres, la torre situada en la esquina tiene una pequeña azotea rematada con balaustrada y pináculos, la otra torre se remata con cubierta inclinada a cuatro aguas.
Se trata de un edificio ecléctico que refleja el gusto por elementos clasicistas muy en consonancia con el Casino Antic de Castellón realizado en 1926, edificio que entronca con la línea casticista propia de principios de siglo. También se detectan influencias del Colegio Notarial de Valencia.
El edificio social de "Els Carlistes" se puede enmarcar en una corriente que inicia en 1915 y abarca a toda España, la arquitectura nacional con sus correspondientes variantes regionales. El nacionalismo recibe influencias estilísticas del renacimiento pero este edificio varía y se moldea en función de las variantes regionales de la comarca en que se encuentra.
En el edificio se detectan notables influencias de la arquitectura andaluza, valenciana y del regionalismo español en general, pero se trata de una obra con carácter propio destacable en la época y en el lugar.

## Planos

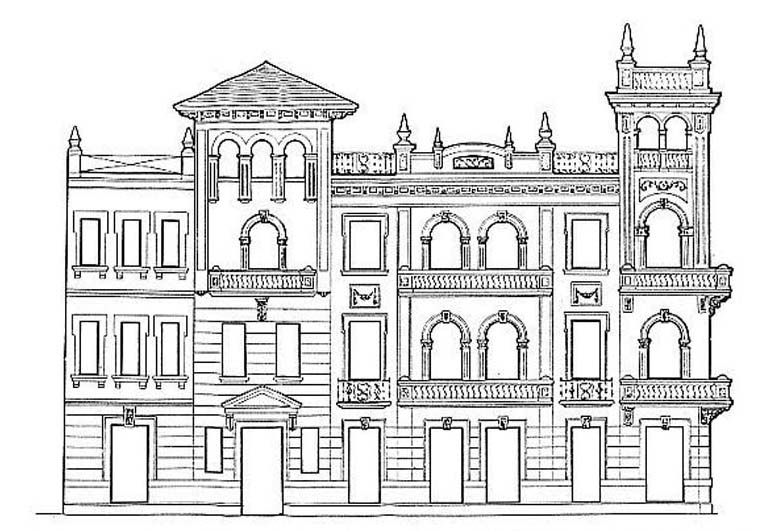
Fachada principal
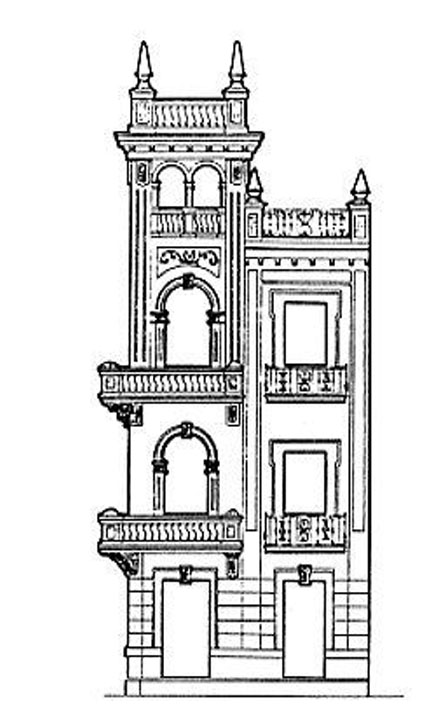
Fachada lateral
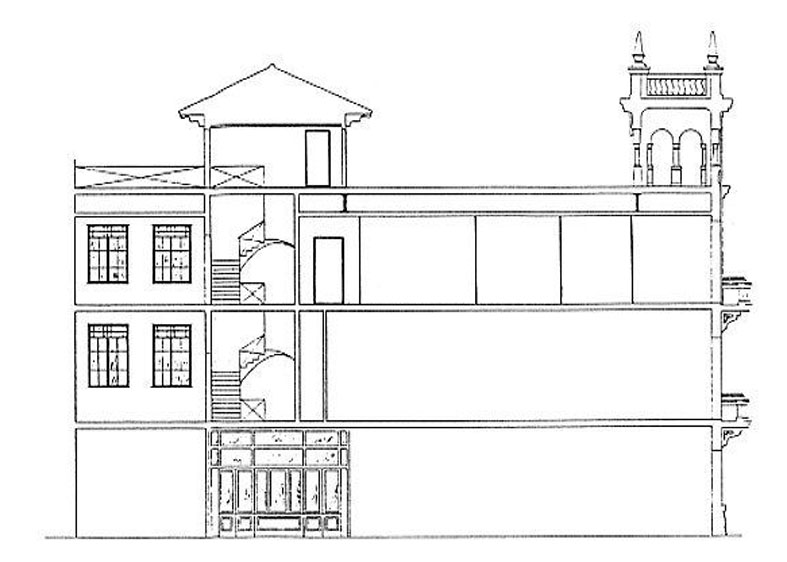
Sección.
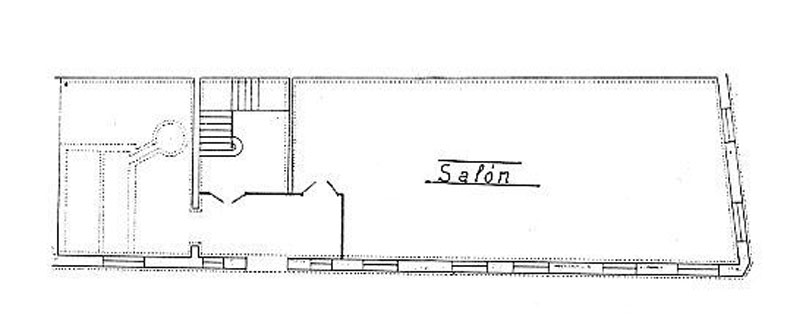
Planta baja.